# Alejandro Francés
Alejandro Francés Torrijo (Zaragoza, 1 augustus 2002) is een Spaans voetballer die doorgaans speelt als centrale verdediger. In juli 2024 verruilde hij Real Zaragoza voor Girona.

## Clubcarrière
Francés speelde vanaf zijn veertiende levensjaar in de jeugdopleiding van Real Zaragoza. Zijn professionele debuut maakte hij op 17 december 2019, toen in de Copa del Rey door een doelpunt van Giorgi Papoenasjvili met 0–1 gewonnen werd van Socuéllamos. Coach Víctor Fernández liet Francés in de basiself beginnen en hij speelde het gehele duel. Tijdens de jaargang 2019/20 speelde hij drie competitiewedstrijden en vanaf het seizoen erop kreeg hij overwegend een basisplaats. Zijn eerste doelpunt voor Zaragoza maakte Francés op 6 december 2021, toen hij op aangeven van Francho Serrano tekende voor het enige doelpunt tegen Eibar: 1–0.
Tot aan de zomer van 2024 speelde Francés 123 competitiewedstrijden voor Zaragoza. Dat jaar vertrok hij; Girona nam hem voor een bedrag van circa drieënhalf miljoen euro over en hij zette zijn handtekening onder een verbintenis voor de duur van vijf seizoenen. Bij zijn nieuwe club maakte de verdediger zijn debuut in de UEFA Champions League, toen hij mocht invallen tegen Paris Saint-Germain (1–0 verlies).

## Clubstatistieken
| Seizoen | Club          | Competitie       | Competitie | Competitie | Beker | Beker | Internationaal | Internationaal | Totaal | Totaal |
| Seizoen | Club          | Competitie       | Wed.       | Dlp.       | Wed.  | Dlp.  | Wed.           | Dlp.           | Wed.   | Dlp.   |
| ------- | ------------- | ---------------- | ---------- | ---------- | ----- | ----- | -------------- | -------------- | ------ | ------ |
| 2019/20 | Real Zaragoza | Segunda División | 3          | 0          | 2     | 0     | —              | —              | 5      | 0      |
| 2020/21 | Real Zaragoza | Segunda División | 28         | 0          | 1     | 0     | —              | —              | 29     | 0      |
| 2021/22 | Real Zaragoza | Segunda División | 33         | 1          | 0     | 0     | —              | —              | 33     | 1      |
| 2022/23 | Real Zaragoza | Segunda División | 23         | 0          | 1     | 0     | —              | —              | 24     | 0      |
| 2023/24 | Real Zaragoza | Segunda División | 36         | 3          | 0     | 0     | —              | —              | 36     | 3      |
| 2024/25 | Girona        | Primera División | 6          | 0          | 0     | 0     | 1              | 0              | 7      | 0      |
| Totaal  | Totaal        | Totaal           | 129        | 4          | 4     | 0     | 1              | 0              | 134    | 4      |

Bijgewerkt op 19 oktober 2024.